# Stazione di Sesto Fiorentino
La stazione di Sesto Fiorentino è una fermata ferroviaria posta sul tronco comune alle linee Bologna-Firenze e Firenze-Lucca, situata nell'omonimo comune.
È caratterizzata da un elevato traffico passeggeri sia verso Bologna che verso Firenze.
Rete Ferroviaria Italiana la considera di categoria "silver".

## Storia
La stazione originaria, aperta in concomitanza della tratta Firenze-Prato il 3 febbraio 1848, era posta alcune centinaia di metri più a sud, in prossimità di Piazza della Chiesa e del centro cittadino. Nei decenni successivi si susseguirono molte polemiche e proteste per il passaggio a livello, posto accanto alla stazione originaria in prossimità dell'odierno sottopasso di Piazza della Chiesa, che tagliava in due il paese. Venne quindi deciso nel 1890 di sostituire la stazione con una di nuova costruzione, poche centinaia di metri più a nord. Nel 1899 la nuova stazione venne inaugurata, insieme ad alcuni accorgimenti volti ad unire il centro e la nuova stazione, distanti indicativamente 800 metri. 
Già stazione, venne trasformata in fermata il 22 dicembre 2012. Tra il 2018 e il 2022 la stazione è stata totalmente rinnovata, con l'innalzamento delle banchine, nuovi display luminosi e ripristino alle condizioni originarie della palazzina originaria, modificata nel corso del tempo. 

## Movimento
La stazione è frequentata in media da 1500-1650 persone ogni giorno, ma con punte al centro della settimana che possono raggiungere le 2320 unità. il traffico passeggeri è formato principalmente da studenti e lavoratori, che si spostano sia verso Prato e Pistoia, che verso Firenze: il flusso rimane piuttosto costante sia d'estate che d'inverno.
La stazione è servita da collegamenti frequenti sia con Firenze che con Prato, Pistoia e Lucca. Gli orari sono regolati secondo il Memorario, che prevede corse cadenzate ogni ora. Le corse per direzione sono 3 ogni ora: minuto 09, 37 e 56 per Firenze; minuto 04 per Pistoia, 21 e 50 per Lucca. A questo si aggiungono alcune corse percorrenti la linea di cintura da Firenze Rifredi a Firenze Campo di Marte, solitamente percorrenti la relazione Pistoia/Prato-Montevarchi. 
Nelle 24 ore in media, sono circa 11 le persone che salgono o scendono da ogni treno.

## Strutture ed impianti
Il fabbricato viaggiatori è a pianta rettangolare con dimensioni di circa trenta metri per quindici. All'interno sono ubicati il bar con tavola calda e servizi igienici (non attualmente operativi).
Il primo piano dell'edificio è stato adibito ad abitazione privata.
Il piazzale dispone dei quattro binari passanti delle due linee ferroviarie: la Bologna-Firenze e la Firenze-Lucca.

In particolare il primo e il terzo sono utilizzati dai treni che si dirigono verso Firenze Santa Maria Novella, Firenze Rifredi, Firenze Campo di Marte, Montevarchi, Arezzo e Chiusi, il secondo e il quarto sono impiegati da quelli diretti agli scali di Prato Centrale, Vernio, Bologna Centrale, Pistoia, Lucca, Viareggio, e due volte al giorno, verso e da Pisa Centrale.

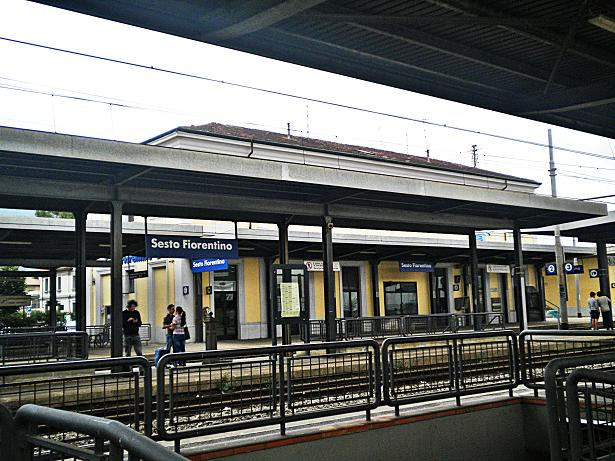
Veduta dei binari e delle pensiline dal binario 4 prima del restauro

## Servizi
La stazione dispone di:
- Biglietteria self-service attiva 24/24 h
- Parcheggio di scambio
- capolinea autolinee
- Sottopassaggio
- parcheggio bici
- Bar
- Edicola
- Servizi igienici
- Annuncio sonoro arrivo e partenza treni

## Galleria d'immagini

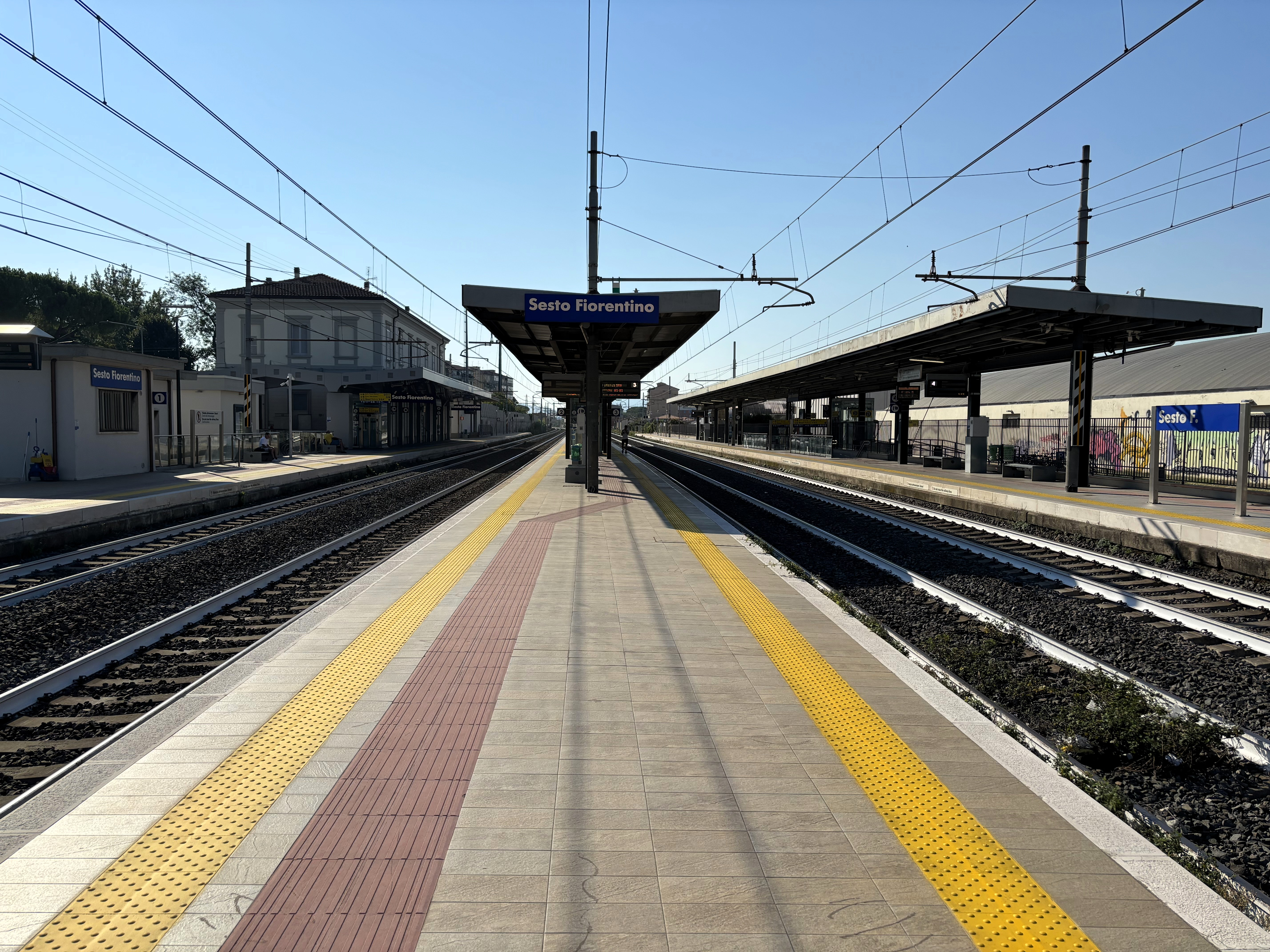
Dettaglio dalla banchina centrale dopo restauro
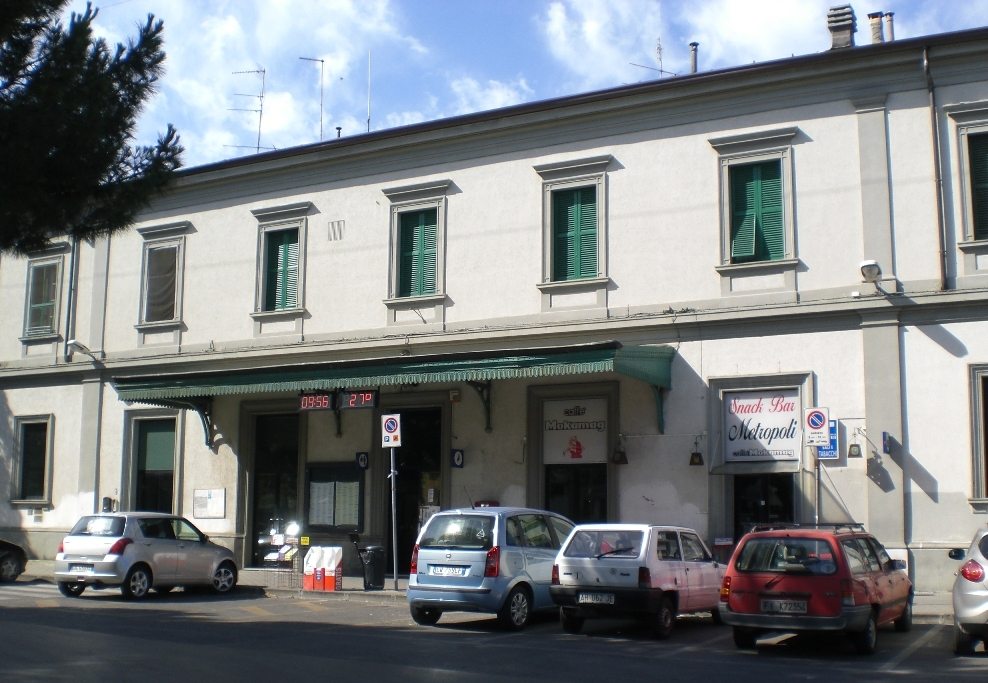
Edificio stazione prima del restauro
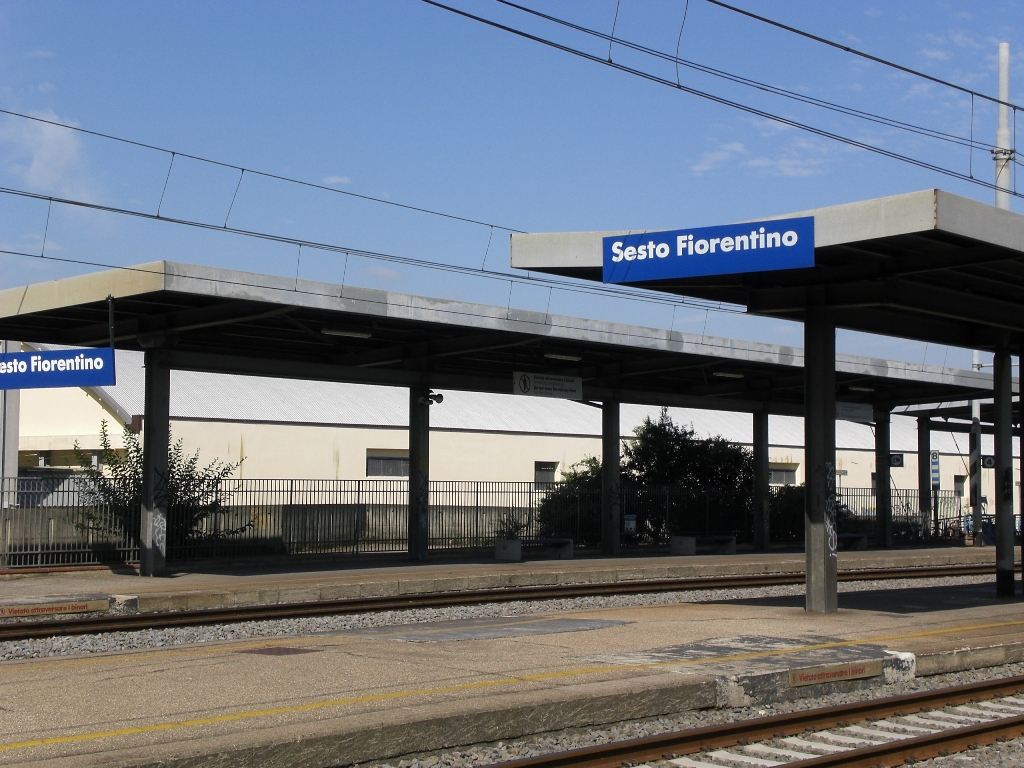
Pensiline prima del restauro